# Macroglossus
Macroglossus — рід рукокрилих, родини Криланових, що містить два види, котрі мешкають в Індонезії і Південно-Східної Азії.

## Види
- Macroglossus
  - Macroglossus minimus
  - Macroglossus sobrinus